# 마틸다 (소설)
《마틸다》는 영국 작가 로알드 달이 쓴 아동 소설이다. 1988년 런던 조나단 카페에서 232페이지 분량에 퀜틴 블레이크의 삽화와 함께 출판했다. 여배우 케이트 윈슬렛의 목소리로 오디오 리딩을 했고, 대니 드비토 감독이 1996년 영화화했다. BBC 라디오 4의 2부작 프로그램으로도 만들어졌는데, 로렌 모트가 마틸다 역을, 니콜라 맥울리페가 트런치불 교장 역을, 레니 헨리가 나레이션을 맡았다. 2010년에는 뮤지컬로 상연되었고, 2022년에는 '로알드 달의 뮤지컬 마틸다'라는 제목으로 제작된 영화가 개봉하였다.
2012년 마틸다는 학교 도서관 학보의 설문 조사에서 모든 시대의 아동 소설들 중 30위에 오른다. 100위 안에 든 로알드 달의 네 작품 중에서는 첫번째이다.

## 같이 보기
- 애착 이론
- 아동 학대